# Mike Wheeler (Cậu bé mất tích)
Michael Wheeler là một nhân vật hư cấu trong loạt phim kinh dị khoa học viễn tưởng Cậu bé mất tích của Netflix. Cậu ấy là một trong những nhân vật chính trong bộ phim, nhân vật đóng vai trò là thủ lĩnh của nhóm Mike Wheeler do Finn Wolfhard thủ vai 

## Tuyển chọn nhân vật
Ban đầu diễn viên Noah Schnapp đã thử vai Mike Wheeler trong bộ phim. Mike được anh em nhà Duffer thiết kế để trở thành nhân vật chính, nguyên mẫu của thập niên 80, là một người tràn đầy năng lượng đồng thời cũng có nét ngây ngô của tuổi trẻ. Quá trình phát triển nhân vật của Mike thông qua giai đoạn Tuổi thành niên cũng tương tự như các chương trình truyền hình và phim những năm 80 khác mà anh em Duffer đã sử dụng làm nguồn cảm hứng

## Vai trò trong từng phần

### Phần 1
Ở phần đầu của loạt phim, Mike đang chơi Dungeons & Dragons với những người bạn thân nhất của cậu ấy Dustin Henderson (Gaten Matarazzo ), Lucas Sinclair ( Caleb McLaughlin) và Will Byers (Noah Schnapp) vào ngày 7 tháng 11 năm 1983. Vào đêm hôm ấy, Will biến mất một cách đầy bí ẩn. Ngày hôm sau, Mike, Dustin và Lucas tìm thấy một cô bé không có tóc tên là Eleven ( Millie Bobby Brown). Cả 3 đã đưa Eleven trở lại nhà của Mike và giấu cô trong tầng hầm nhà cậu ấy. Sau đó, xác của Will được tìm thấy, đám tang của Will đã được diễn ra. Sau đó các cậu bé đã hỏi giáo viên của mình là thầy Clarke về các chiều không gian khác và tìm thấy được một cánh cổng dẫn đến một chiều không gian khác có trường điện từ mạnh và họ có thể sử dụng la bàn để tìm nó, đó là "The Upside Down" hay "Thế giới ngược". Cuối cùng họ phát hiện ra rằng Eleven đã giả mạo để ngăn họ đến phòng thí nghiệm.
Cuối cùng cả nhóm đã xây dựng một bể tích nước lớn tại trường học của họ để cho Eleven sử dụng sức mình của mình tìm ra Will. Khi ở trường, Mike đã mời Eleven đến "The Snow Ball" cùng cậu và tại đây hai người họ đã có một nụ hôn dành cho nhau. Sau đó, Eleven đã biến mất sau khi đánh bại Demogorgon một con quái vật đến từ "Thế giới ngược".

### Phần 2
Dustin và Lucas trở nên thích thú với cô bạn học sinh mới là, Maxine "Max" Mayfield (Sadie Sink) và họ cố gắng mời cô ấy tham gia nhóm của họ, nhưng Mike đã không đồng ý dẫn đến việc Mike không chơi với Lucas Dustin và Max vào đêm Halloween. Ngày hôm sau ở trường, Dustin tiết lộ sinh vật mới mà anh phát hiện ra mà anh gọi nó là D'Artagnan. Sau khi nhìn thấy sinh vật ấy, Will đã nói với Dustin rằng sinh vật đó là từ Thế giới ngược. Cùng lúc ấy Mike phải đối mặt với sự chấp nhận dành cho Max, Will đã trải qua một tập phim khi bị điều khiển bởi "Mind Flayer". Mike và Will chứng kiến các nhân viên Phòng thí nghiệm Hawkins đốt cháy các bộ phận của sinh vật Thế giới ngược dưới lòng đất, khiến Will bị co giật trên mặt đất vì bỏng. Will sau đó được đưa đến Phòng thí nghiệm Hawkins để anh ta có thể được điều trị. Sau khi thoát khỏi Demodogs tại Hawkins Lab, họ đã gặp lại Dustin, Lucas, Max, Nancy, anh trai Will là Jonathan (Charlie Heaton) và bạn trai cũ của Nancy là Steve Harrington (Joe Keery)).
Nhà Byers bị bao vây bởi Demodogs, và Eleven đã đến và hạ gục bọn chúng. Mike cảm thấy thật nhẹ nhõm vì Eleven vẫn còn sống. Cô ấy rời đi để đống cánh cổng tại Hawkins Lab. Cả nhóm đi vào đường hầm của Thế giới ngược và đổ xăng vào trung tâm của Thế giới ngược. Nhiều tháng sau khi Eleven đóng được cánh cổng của Thế giới ngược, Mike tham gia Snow Ball ở trường cùng với Eleven, tại đây họ đã nhảy cùng nhau và một nụ hôn giữa cả hai, bắt đầu mối quan hệ của họ.

### Phần 3
Mike và Eleven đã hẹn hò được bảy tháng. Cả hai người họ bày tỏ tình cảm với nhau bằng cách hôn nhau liên tục khiến cho cha nuôi của Eleven là Jim bực mình, và đe doạ Mike không được gặp Eleven thường xuyên và sẽ chấm dứt mối quan hệ của họ nếu anh không đồng ý. Điều này dẫn đến việc Mike nói dối Eleven và cô ấy đã chia tay với anh ta sau đó. Mike đuổi theo Will và cả hai có cuộc tranh cãi khi Mike nói: "it's not my fault you don't like girls" (tạm dịch: đó không phải lỗi của tớ khi cậu không thích con gái). Will đã nói với các bạn mình rằng anh đã cảm nhận được Mind Flayer. Cả nhóm cố gắng tìm ra cách tốt nhất để tránh khỏi Mind Flayer và đến nhà Eleven, tại nơi này Mike đã nói ra rằng anh ấy yêu Eleven và không thể đánh mất cô một lần nữa. Eleven tìm thấy Mind Flayer và Mike cố gắng chia sẻ cảm xúc của mình với Eleven, nhưng bị Dustin cắt ngang, người gọi Mike qua bộ đàm nói rằng anh ấy đang gặp nguy hiểm, nhưng không thể cung cấp vì bộ đàm hết pin. Eleven tìm thấy Dustin và nhóm anh ta tại Starcourt Mall.
Mike, Lucas và Will hoà giải với Dustin. Eleven và Max bị tách riêng khỏi nhóm họ xoay sở để trốn trước khi Lucas, Will, Nancy và Jonathan đánh lạc hướng Mind Flayer. Billy tự đi tìm Mike, Eleven và Max. Anh ta đánh Mike và Max bất tỉnh và đưa Eleven đến trung tâm của trung tâm mua sắm nơi Mind Flayer đã trỗi dậy. Mike và Max tỉnh lại thấy Eleven sắp bị Mind Flayer giết, nhưng Billy đã hy sinh mạng sống của mình để cứu Eleven. Hopper và Joyce đóng cảnh cổng Thế giới ngược. Ba tháng sau, hiện tại Eleven không còn sức mạnh, hiện đang sống với Byers, chuẩn bị chuyển ra khỏi Hawkins. Eleven đã nói với Mike rằng cô yêu anh ấy và cả hai đã hôn nhau trước khi hứa sẽ thăm nhau trong dịp Lễ Tạ ơn.

### Phần 4
Mike hiện tại là thành viên của Hellfire, câu lạc bộ để chơi Dungeons and Dragons tại trường anh ấy, cùng với Dustin và Lucas, do Eddie Munson điều hành. Anh đến thăm Eleven và Will ở California, nơi Eleven nói rằng cô đang rất hạnh phúc và Mike đã trách Will khi cậu giải thích rằng Eleven đang bị bắt nạt. Sau đó, cả hai chứng kiến cảnh Eleven tấn công kẻ bắt nạt cô và bị bắt. Sau đó, cô bị tiến sĩ Sam Owens chặn lại và đưa đến dự án NINA. Mike cùng Will, Jonathan và Argyle đi tìm Eleven sau khi quân đội Hoa Kỳ tấn công ngôi nhà, và Suzie, bạn gái Dustin giúp họ tìm toạ độ của NINA. Will cho Mike xem một bức tranh vẽ cả nhóm đang chiến đấu với một con rồng và cậu ấy nói với Mike rằng bức tranh là ý tưởng của Eleven, nhưng khi Mike không chú ý thì Will bật khóc. Họ đã tìm lại được Eleven và giúp cô ấy chiến đấu với Vecna bằng thần giao cách cảm. Mike đã giúp cô ấy chế ngự Vecna bằng cách nói với cô ấy rằng anh yêu cô ấy. Mike sau đó quay lại Hawkins, nơi anh đoàn tụ với gia đình trước khi Will cảm nhận được sự hiện diện và tất cả họ nhận ra Hawkins đang bị Upside Down xâm nhập.